# 豬熊忍
豬熊忍（日语：／ Inokuma Shinobu，1968年8月17日—），日本漫畫家。男性。出身於栃木縣。A型血。
1994年憑藉《週刊少年Sunday》（小學館）的《DRUM拳》（原作：井上敏樹）首次亮相。其作品包括《戀愛季節》、《都立水商！》、《雪月記》等。2018年起在《Goraku Egg》（日本文藝社）網站上連載《異世界泡泡澡堂輝夜》。

## 來歷
師從原秀則擔任了助理7年半之後。1993年在《週刊少年Sunday》中以井上敏樹原作的《DRUM拳》出道。接著《戀愛季節》描繪的是美少女與青少年之間的浪漫愛情。《戀愛季節》終了後，在《週刊少年Sunday》連載以劍道為主題的《旋風之橘》。
之後轉戰青年雜誌，連載《都立水商！》。

## 作品列表

### 連載
- DRUM拳（原作：井上敏樹，《週刊少年Sunday》1994年3·4合併號—1994年42號，小學館）
- 戀愛季節（《週刊少年Sunday超（日语：週刊少年サンデーS）》1997年5月號—1998年1月號 → 《週刊少年Sunday》1998年48號—2001年48號，小學館）
- 旋風之橘（日语：旋風の橘）（《週刊少年Sunday》2002年2·3合併號—2003年1號，小學館）
- 都立水商！（原作：室積光，《週刊Young Sunday》2003年21·22合併號—2008年35號 → 《Big Comics Spirits增刊 YS Special》1號—5號，小學館）
- 超偶經紀人（日语：ダクションマン）（《Big Comic Superior》2009年16號—2011年9號，小學館）
- 雪月記（日语：雪月記）（原作：山上旅路，《月刊Afternoon》2009年11月號—2011年2月號，講談社）
- 都立水商！2（原作：室積光，《MOBAMAN（日语：モバMAN）》2011年夏—2018年5月[1]，小學館）
- （原案：TK2，《Big Comic Spirits》2012年38號—2013年49號，小學館）
- （《COMIC HEAVEN（日语：コミックヘヴン）》2015年17號—2016年24號，日本文藝社（日语：日本文芸社））
- 戀愛季節 single cut ～由喜與二葉～（《Goraku Egg（日语：別冊漫画ゴラク）》2016年4月25日—2017年，日本文藝社）—第一部
- 異世界泡泡澡堂輝夜（《Goraku Egg》2018年9月10日—連載中，日本文藝社）[2]
- 異世界泡泡澡堂輝夜 外傳（《COMIC HEAVEN》2023年7月號[3]—連載中，日本文藝社）—《異世界泡泡澡堂輝夜》外傳作品[3]
- 七世結怨，請與我結婚！（作畫：TABIKO，《月刊！Spirits》2024年1月號[4]—連載中，小學館）—擔任原作[4]

### 短篇
- My Private Operator（《月刊Young Jump（日语：月刊ヤングジャンプ）》2009年6月16日號，集英社）
- THE EXCELLENT ～穴光假面外傳～（《Business Jump》2011年14號，集英社）—作為「永井豪致敬企劃」所繪製的《穴光假面》的續集作品。

## 相關人物

### 師父
- 原秀則（日语：原秀則）

### 前助手
- 福地翼（約擔任兩天）

## 其它
曾積極參與慈善活動，與其他漫畫家共同創作東日本大震災慈善同人誌，以支援東日本大地震的受災戶。

## 外部連結
- 豬熊忍的X（前Twitter） （日語）